# Saratowska metoda pracy bezusterkowej
Saratowska metoda pracy bezusterkowej – system zarządzania jakością, wypracowany w latach pięćdziesiątych przez Saratowskie Zakłady Budowy Maszyn w ZSRR, obejmujący zespół metod i technik stymulujących wysoką jakość pracy.

## Założenia systemu
1. Określenie specjalnych mierników jakości pracy poszczególnych pracowników w formie odsetka produktów przyjętych bez zastrzeżeń przy pierwszym odbiorze. Wiąże się z to ze zwiększeniem intensywności samokontroli pracowników i kontroli administracyjnej i technicznej[2].
2. Przyjęcie zasady pełnej odpowiedzialności bezpośredniego wykonawcy za jakość jego pracy. W myśl tej zasady pierwsza usterka w przedstawionej do odbioru partii wyrobów powoduje zwrot całej partii wykonawcy, który musi ponieść odpowiedzialność za naruszenie dyscypliny produkcji.
3. Organizację tzw. dni jakości – cotygodniowych godzinnych narad poświęconych przypadkom naruszania dyscypliny technicznej i ustaleniu środków zaradczych.
4. Opracowywanie planów poprawy jakości przez ustalenie programu usprawnień organizacyjnych i technicznych wskazujących drogę do podwyższenia kultury produkcji i kwalifikacji pracowników.
5. System motywacyjny, w którym premiuje się produkcję bezbrakową i pozbawia się premii, gdy odbiór nie nastąpił za pierwszym razem. Wysokość premii osiąga 25% płacy podstawowej.
6. System informacyjny obejmujący pełną informację o dziennych wynikach pracy poszczególnych pracowników.